# مارغريت فيتزهاغ براون
مارغريت فيتزهاغ براون (بالإنجليزية: Margaret Fitzhugh Browne)‏ هي رسامة أمريكية، ولدت في 7 يونيو 1884 في بوسطن في الولايات المتحدة، وتوفيت في 11 يناير 1972.

## وصلات خارجية
- مارغريت فيتزهاغ براون على موقع أوليمبيديا (الإنجليزية)